# フアン・バウティスタ・プラーサ
フアン・バウティスタ・プラーサ・アルフォンソ（Juan Bautista Plaza Alfonso, 1898年6月19日 カラカス - 1965年1月1日 カラカス）は、ベネズエラの作曲家。

## 経歴
プラーサは最初ベネズエラ中央大学で医学を学んでいたが、音楽に専念するため、退学した。音楽の最初の師はヘスス・マリア・スアレス（Jesus Maria Suárez）だった。1920年から1923年にかけて、ローマで学び、そこで「サグラダ（宗教音楽）」作曲教授の肩書きを得た。ベネズエラに戻って、カラカス大聖堂礼拝堂のMasterに任命され、1948年までその職を続けた。カラカス高等音楽学校では音楽史を教え、作曲家アントニオ・ラウロ（en:Antonio Lauro）や歌手モレーラ・ムニョス（en:Morella Muñoz）の才能を見いだした。

## 作品
フアン・バウティスタ・プラーサの代表曲には以下のものがある。
- El picacho abrupto（1936年）
- Poema Sinfónico（交響詩）
- Cantata de Navidad（クリスマス・カンタータ）
- Las campanas de Pascua（復活祭の鐘）
- Las horas（1930年）
- La fuente abandonada, soprano y orquesta
- Poema lírico Vigilia
- フーガ・クリオーチャ（Fuga criolla, 1931年）
- フーガ・ロマンティカ（Fuga romántica, 1950年）
- Elegía para orquesta y timbal（オーケストラとティンバルのためのエレジー）
- Elegía para corno inglés and cuarteto de arcos（コーラングレと弦楽オーケストラのためのエレジー）

さらにプラーサは宗教音楽も書いていて、次のようなものがある。
- Misa en fa
- Misa de la esperanza（1962年）（希望のミサ）
- Requiem a la meoria de su madre（母の追憶のためのレクイエム）

ピアノ曲では次のようなものがある。
- Sonatina venezolana（1934年）（ソナチネ・ベネズエラ）
- Cuatro ritmos de danza（1952年）

ベネズエラ国立図書館には、フアン・バウティスタ・プラーサを記念して、その名前を付けられた部屋がある。

## 文献
- Miguel Castillo Didier: Juan Bautista Plaza. Una Vida por la Música y Venezuela. Caracas 1985